# Браунтон (Міннесота)
Браунтон (англ. Brownton) — місто (англ. city) в США, в окрузі Маклеод штату Міннесота. Населення — 731 особа (2020).

## Географія
Браунтон розташований за координатами 44°43′57″ пн. ш. 94°21′4″ зх. д. / 44.73250° пн. ш. 94.35111° зх. д. (44.732592, -94.351113).  За даними Бюро перепису населення США в 2010 році місто мало площу 1,00 км², з яких 1,00 км² — суходіл та 0,01 км² — водойми.

## Демографія
Згідно з переписом 2010 року, у місті мешкали 762 особи в 314 домогосподарствах у складі 197 родин. Густота населення становила 760 осіб/км².  Було 349 помешкань (348/км²).
Расовий склад населення:
| - 97,0 % — білих - 0,8 % — азіатів - 0,3 % — корінних американців - 0,1 % — вихідців з тихоокеанських островів - 0,1 % — чорних або афроамериканців - 1,2 % — осіб інших рас |

До двох чи більше рас належало 0,5 %. Частка іспаномовних становила 7,0 % від усіх жителів.
За віковим діапазоном населення розподілялося таким чином: 25,6 % — особи молодші 18 років, 59,3 % — особи у віці 18—64 років, 15,1 % — особи у віці 65 років та старші. Медіана віку мешканця становила 39,0 року. На 100 осіб жіночої статі у місті припадало 98,4 чоловіків;  на 100 жінок у віці від 18 років та старших — 97,6 чоловіків також старших 18 років.
Середній дохід на одне домашнє господарство  становив 54 915 доларів США (медіана — 48 125), а середній дохід на одну сім'ю — 72 023 долари (медіана — 70 163). Медіана доходів становила 42 292 долари для чоловіків та 32 619 доларів для жінок. За межею бідності перебувало 7,1 % осіб, у тому числі 10,3 % дітей у віці до 18 років та 9,3 % осіб у віці 65 років та старших.
Цивільне працевлаштоване населення становило 429 осіб. Основні галузі зайнятості: виробництво — 27,0 %, освіта, охорона здоров'я та соціальна допомога — 19,3 %, роздрібна торгівля — 12,8 %, науковці, спеціалісти, менеджери — 10,3 %.